# A Matematika Világa
A Matematika világa az Eaglemoss Collections által kiadott, 2019 és 2021 között futó, 40 számot tartalmazó matematikai témájú könyvsorozat. Kéthetente, szombatonként jelent meg új kötet. A kiadások alapjául a National Geographic Our Mathematical World című sorozata szolgált.

## Kötetek
| Sorszám | Cím                                                                            | Megjelenés    | Szöveg                                    |
| ------- | ------------------------------------------------------------------------------ | ------------- | ----------------------------------------- |
| 1.      | Az aranymetszés – A szépség matematikai nyelve                                 | 2019. 10. 26. | Fernando Corbalán                         |
| 2.      | Matematikusok, kémek és hekkerek – Kódolás és kriptográfia                     | 2019. 11. 09. | Joan Gómez                                |
| 3.      | Prímszámok – Hosszú út a végtelenbe                                            | 2019. 11. 23. | Enrique Gracián                           |
| 4.      | Amikor az egyenesekből görbék lesznek – Nemeuklideszi geometria                | 2019. 12. 07. | Joan Gomez Urgellés                       |
| 5.      | Számok szektája – A Pitagorasz-tétel                                           | 2019. 12. 21. | Claudi Alsina                             |
| 6.      | A π titkai – Miért lehetetlen a kör négyszögesítése?                           | 2020. 01. 04. | Joaquín Navarro                           |
| 7.      | Fermat rejtélye – Egy három évszázados matematikai kihívás                     | 2020. 01. 18. | Albert Violant i Holz                     |
| 8.      | Fogolydilemma és domináns stratégiák – Játékelmélet                            | 2020. 02. 01. | Jordi Deulofeu                            |
| 9.      | Metrótérképek és idegi hálózatok – A gráfelmélet                               | 2020. 02. 15. | Claudi Alsina                             |
| 10.     | A negyedik dimenzió – Lehet, hogy világegyetemünk egy másik univerzum árnyéka? | 2020. 02. 29. | Raúl Ibáñez                               |
| 11.     | A harmónia alapja a szám – Zene és matematika                                  | 2020. 03. 14. | Javier Arbonés, Pablo Milrud              |
| 12.     | Az abszolút bizonyosság és egyéb fikciók – A statisztika titkai                | 2020. 03. 28. | Pere Grima                                |
| 13.     | Az igazság határértéke – Infinitezimális kalkulus                              | 2020. 04. 11. | Antonio J. Durán Guardeño                 |
| 14.     | Az abakusztól a digitális forradalomig – Algoritmusok és számítástechnika      | 2020. 04. 25. | Vicenç Torra                              |
| 15.     | Játék az érzékekkel – A művészet matematikus szemmel                           | 2020. 05. 09. | Francisco Martín Casalderrey              |
| 16.     | Tükörország – Szimmetria a matematikában                                       | 2020. 05. 23. | Joaquín Navarro                           |
| 17.     | A határtalan felfedezése – Végtelen a matematikában                            | 2020. 06. 06. | Enrique Gracián                           |
| 18.     | Jelzálogok és egyenletek – Matematika a közgazdaságban                         | 2020. 06. 20. | Llúis Artal, Josep Sales                  |
| 19.     | Kreativitás a matematikában – Így működik a csodálatos elme                    | 2020. 07. 04. | Miquel Albertí                            |
| 20.     | Emlékezetes számok – Nulla, 666 és más fenevadak                               | 2020. 07. 18. | Lamberto García del Cid                   |
| 21.     | Az értelem álma – A matematikai logika és paradoxonai                          | 2020. 08. 01. | Javier Fresán                             |
| 22.     | A geometriai szépség ezer arca – Soklapú testek                                | 2020. 08. 15. | Claudi Alsina                             |
| 23.     | A véletlen megzabolázása – Valószínűségszámítás                                | 2020. 08. 29. | Fernando Corbalán, Gerardo Sanz           |
| 24.     | Tünékeny eszmék és örök tételek – A matematika nagy feladatai                  | 2020. 09. 12. | Joaquín Navarro                           |
| 25.     | Álom a tökéletes térképről – Térképészet és matematika                         | 2020. 09. 26. | Raúl Ibáñez                               |
| 26.     | A számok költészete – A szépség szerepe a matematikában                        | 2020. 10. 10. | Antonio J. Durán                          |
| 27.     | Az élet matematikája – Számok a biológiában és az ökológiában                  | 2020. 10. 24. | Rafael Lahoz-Beltra                       |
| 28.     | Különös görbék – Ellipszisek, hiperbolák és egyéb geometrikus csodák           | 2020. 11. 07. | Josep Sales, Francesc Banyuls             |
| 29.     | Űrbéli számítások – Csillagászat és matematika                                 | 2020. 11. 21. | Rosa Maria Ros                            |
| 30.     | A számok titkos élete – Matematikai érdekességek                               | 2020. 12. 05. | Joaquín Navarro                           |
| 31.     | A pillangó és a tornádó – A káoszelmélet és az éghajlatváltozás                | 2020. 12. 19. | Carlos Madrid                             |
| 32.     | Értelem, gépek és matematika – Mesterséges intelligencia és feladatai          | 2021. 01. 02. | Ignasi Belta                              |
| 33.     | A számolás művészete – Leszámlálás és kombinatorika                            | 2021. 01. 16. | Juanjo Rué                                |
| 34.     | Amíg az algebra el nem választ – A csoportelmélet és alkalmazásai              | 2021. 01. 30. | Javier Fresán                             |
| 35.     | Torzító és átalakító alakzatok – Matematikai topológia                         | 2021. 02. 13. | Vicente Muñoz                             |
| 36.     | Nők a matematikában – Hüpátiától Emmy Noetherig                                | 2021. 02. 27. | Joaquín Navarro                           |
| 37.     | A matematikus hálózat – Nemzetközi csoportok és kongresszusok                  | 2021. 03. 13. | Guillermo P. Curbera                      |
| 38.     | Megmérni a világot – Naptárak, hosszúságok és a matematika                     | 2021. 03. 27. | Iolanda Guevara Casanova, Carles Puig-Pla |
| 39.     | Matematikus bolygó – Numerikus utazás a föld körül                             | 2021. 04. 10. | Guillermo P. Curbera                      |
| 40.     | A gömb, amely végtelen akart lenni – A mérés paradoxonjai                      | 2021. 04. 24. | Gustavo Piñeiro                           |